# Красная церковь (Вичуга)
Храм Воскресения Христова (Красная церковь) в Тезине — кафедральный собор Иваново-Вознесенской епархии в городе Вичуге Ивановской области на территории Тезина (бывшего села, ныне района города).
Один из крупнейших храмов Центральной России, памятник русского культового зодчества начала XX века в неорусском стиле, сохранивший уникальное оформление фасадов майоликовыми панно. Церковь возведена по проекту московского архитектора Ивана Кузнецова на средства местного фабриканта Ивана Кокорева в память о трагически погибшей дочери.

## Гибель Лидии и строительство храма
8 июня (26 мая по старому стилю) 1907 года 19-летняя младшая дочь И. А. Кокорева Лидия перед сном поправляла у иконы лампадку. Внезапно подул ветер из открытого окна, и от стоящих на столе свечей на девушке вспыхнула одежда. Она скончалась от сильных ожогов спустя пять дней. 30 мая (12 июня) 1908 года в годовщину смерти Лидии проведена торжественная закладка храма. Храм выполнен из красного кирпича без отделки, видимо[кому?], символизируя этим огонь. Строительство закончилось в 1911 году.
Освящение храма состоялось 5 (18) июня 1911 года. Правый придел был посвящён мученице Лидии.

## Архитектура
В Воскресенском храме реализован замысел объединения в гармоничное целое двух знаковых элементов зодчества — Успенского собора и колокольни Ивана Великого.
Монументальное здание огромных размеров, по композиции ориентированное на формы архитектуры Успенского собора Московского Кремля, очень своеобразно варьирует тип соборного храма, пятиглавого и трёхнефного, но без столбов. Мощный кубический двусветный объём с тремя крупными полукружиями апсид и позакомарным покрытием увенчан высокими цилиндрическими световыми барабанами глав с более крупным средним. Оригинальны играющие роль контрфорсов сильно вынесенные лопатки, которые членят фасады на три прясла (среднее — чуть повышенное) с полуциркульными закомарами. Необычны выступы в центре боковых фасадов с крупными, облицованными майоликой нишами-экседрами, где расположены входы с пологими лестницами перед ними.
Низкая крытая паперть соединяет западный фасад с высокой пятиярусной колокольней — прототипом которой является столп Ивана Великого в Кремле. Колокольня Воскресенского храма сделана более узкой, чем колокольня Московского Кремля, перекликаясь образно с фабричными трубами (символами местного процветания в начале XX века), но немного выше (высота — около 90 м) московского прототипа (это было личное пожелание Ивана Кокорева). Большой, равновысокий храму четверик колокольни в два света с закомарой на каждом фасаде несёт глухой восьмерик с тремя ярусами кокошников; выше расположен стройный восьмерик с ярусом звона и одним рядом кокошников, а затем — ещё меньший восьмерик с узкими арочными проёмами, переходом к цилиндрическому барабану главы служат три ряда мелких кокошников «вперебежку». Утраченная золочённая надпись в два ряда под куполом колокольни раньше ещё больше подчёркивала сходство с Иваном Великим. Для храма на Колоколо-литейном заводе Забенкина в Костроме был отлит гигантский колокол весом в 1 700 пудов (более 27 тонн).

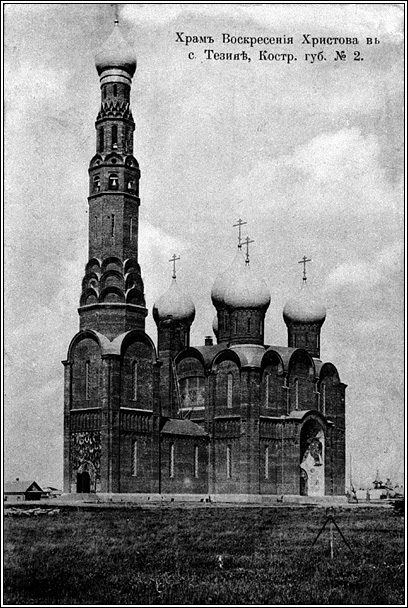
Фото 1912 г. Фотограф — А. П. Виноградов
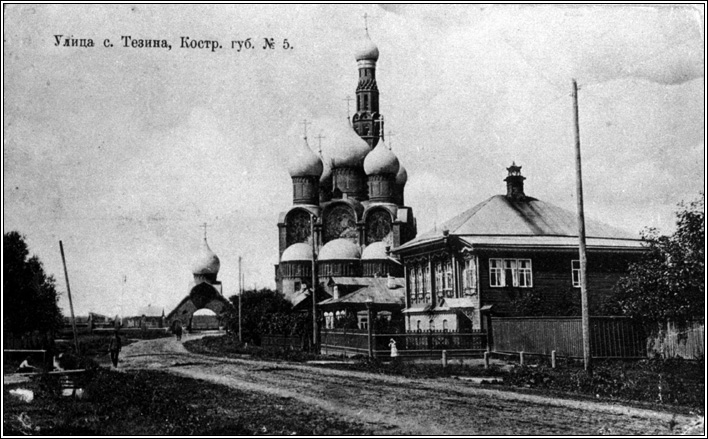
Вид на храм с востока. Фото 1912 г. Видны въездные ворота (ныне утраченные)
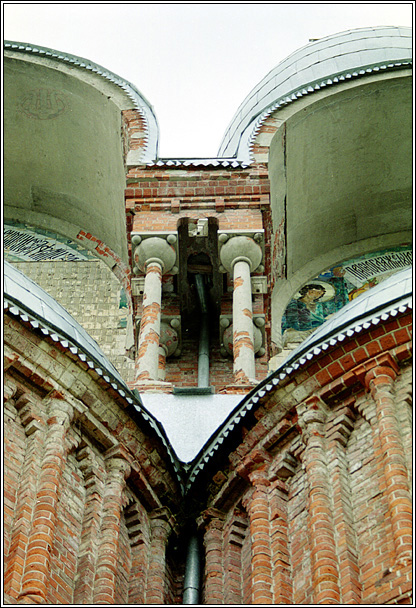
Четыре тонкие колонки
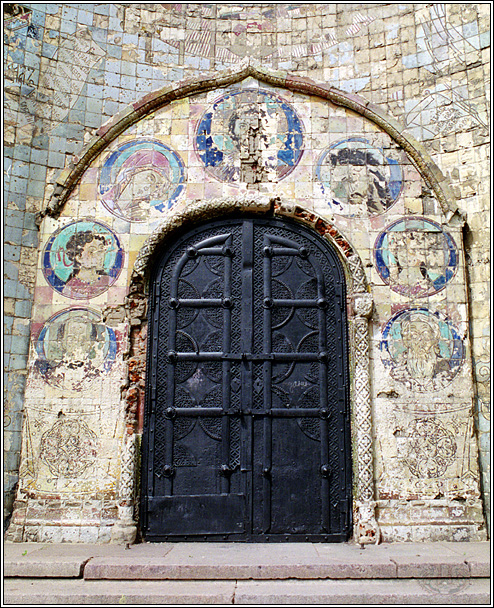
Южные ворота

В убранстве фасадов выделяется аркатурно-колончатый пояс на половине высоты стен храма и колокольни и в завершении апсид, прерывающийся на пилонах ширинками с контррельефными крестами и ромбами. На пилоны опираются архивольты закомар сильного выноса, особенно далеко выдвинутые на восточном фасаде над апсидами, где их поддерживают группы из четырёх тонких колонок, не имеющие аналогов на Руси. Узкие вертикальные окна (нижние прямоугольные, верхние арочные) лишены обрамлений.

### Майоликовые панно

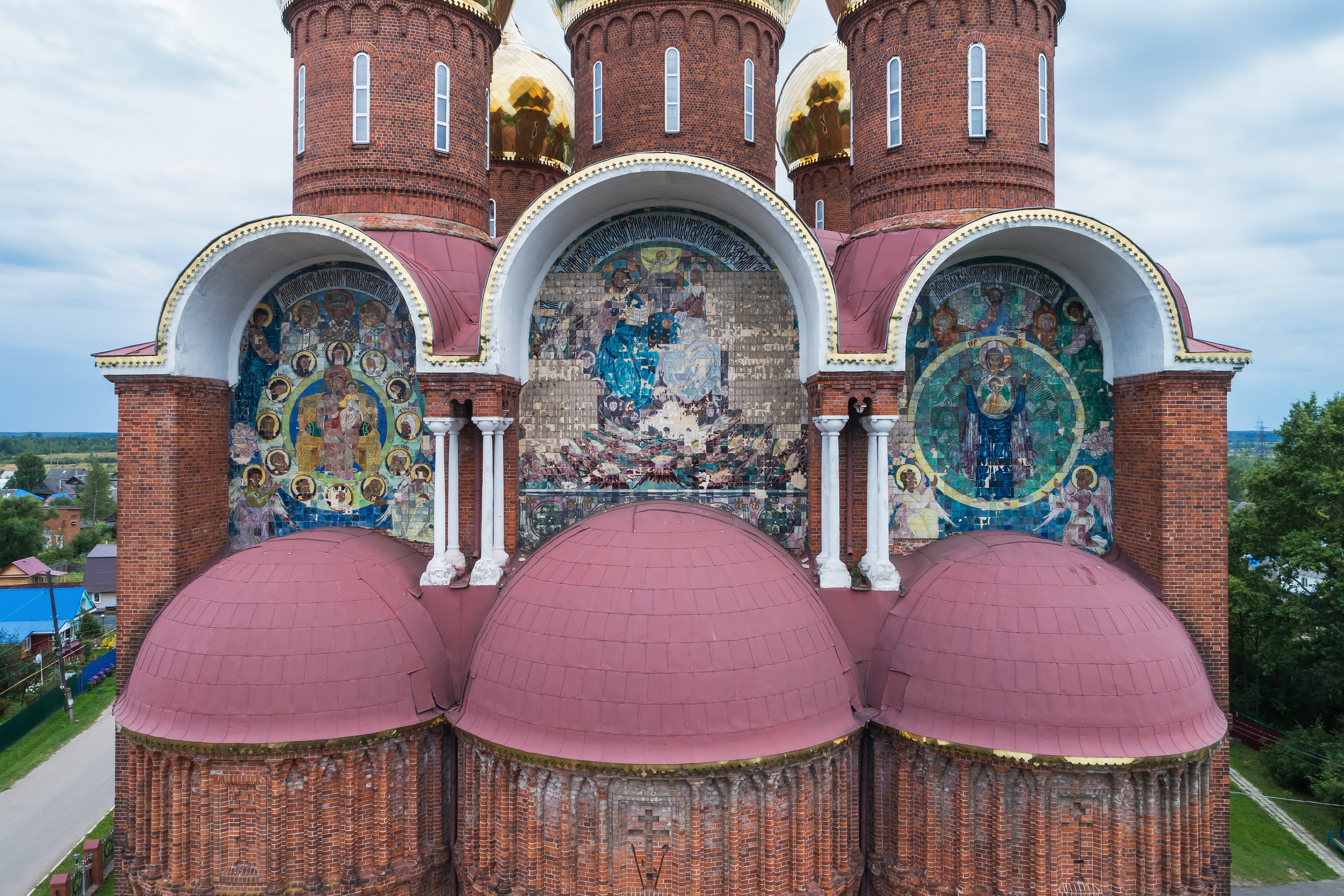
Общий вид панно на восточном фасаде

Порталы, сохранившие эффектные металлические двуполые двери с филёнками, вогнутые плоскости экседр и тимпаны восточных закомар декорированы майоликовыми панно — уникальными произведениями монументального искусства начала XX века в стиле модерн. Такие панно, очень крупные по размерам, оформляющие храм с внешней стороны, не встречаются более ни в одном сооружении. Майолика была выполнена по рисункам Ивана Кузнецова на Абрамцевском гончарном заводе (Кузнецов прекрасно знал возможности абрамцевской керамики, которую использовал при отделке Саввинского подворья). По приблизительным подсчётам, майолика Красного храма состояла из 12-14 тысяч керамических плиток.
Глубоко верующий Иван Кокорев, являясь старообрядцем по происхождению и духу и единоверцем по форме, в храме Воскресения Христа реализовал гигантский проект единения старой и новой церквей, осознавая главную угрозу не в официальном православии, а в нарастающем безбожии. Идея единой церкви была реализована в знаковых древнерусских символах.
Композиции панно представляют собой оригинальную переработку традиционных древнерусских образцов XVII века. Главенствующая роль в них отведена линии, точно очерчивающей контуры изображений и прорисовывающей детали. Особую изысканность и лёгкость придаёт сценам характерный для модерна нежный холодный колорит, сочетающий светло-голубые, фиолетовые, изумрудно-зелёные и приглушённые красные тона.

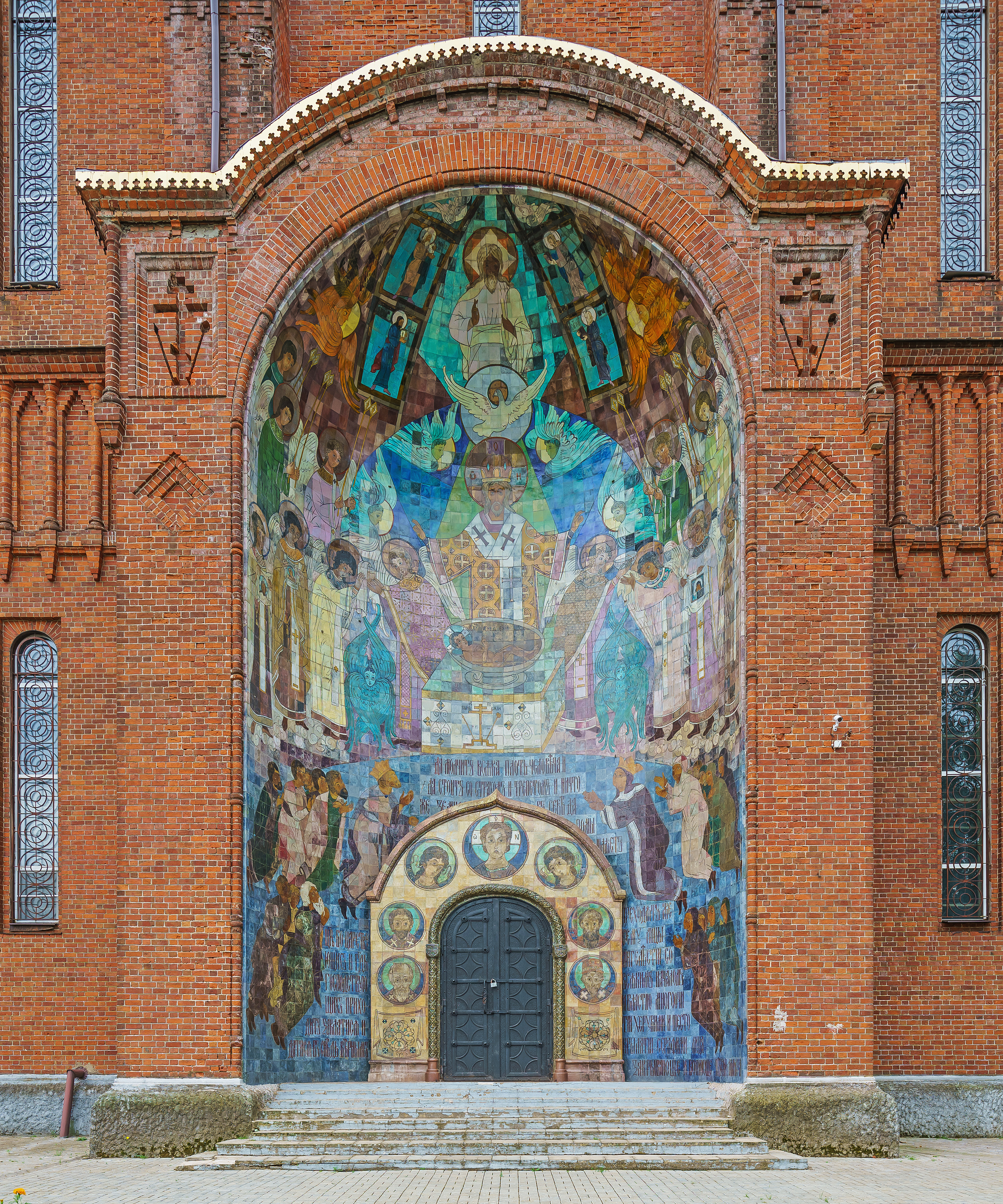
Майоликовое панно северного фасада
Утраченный фрагмент западной стены
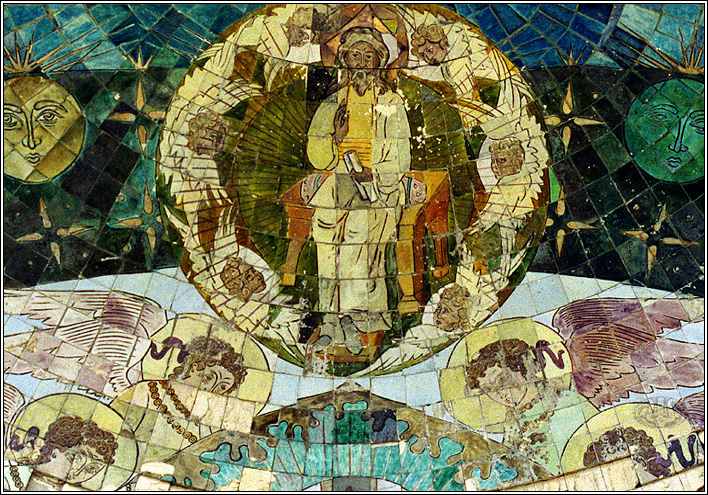
Саваоф в мандорле. Фрагмент панно южного фасада
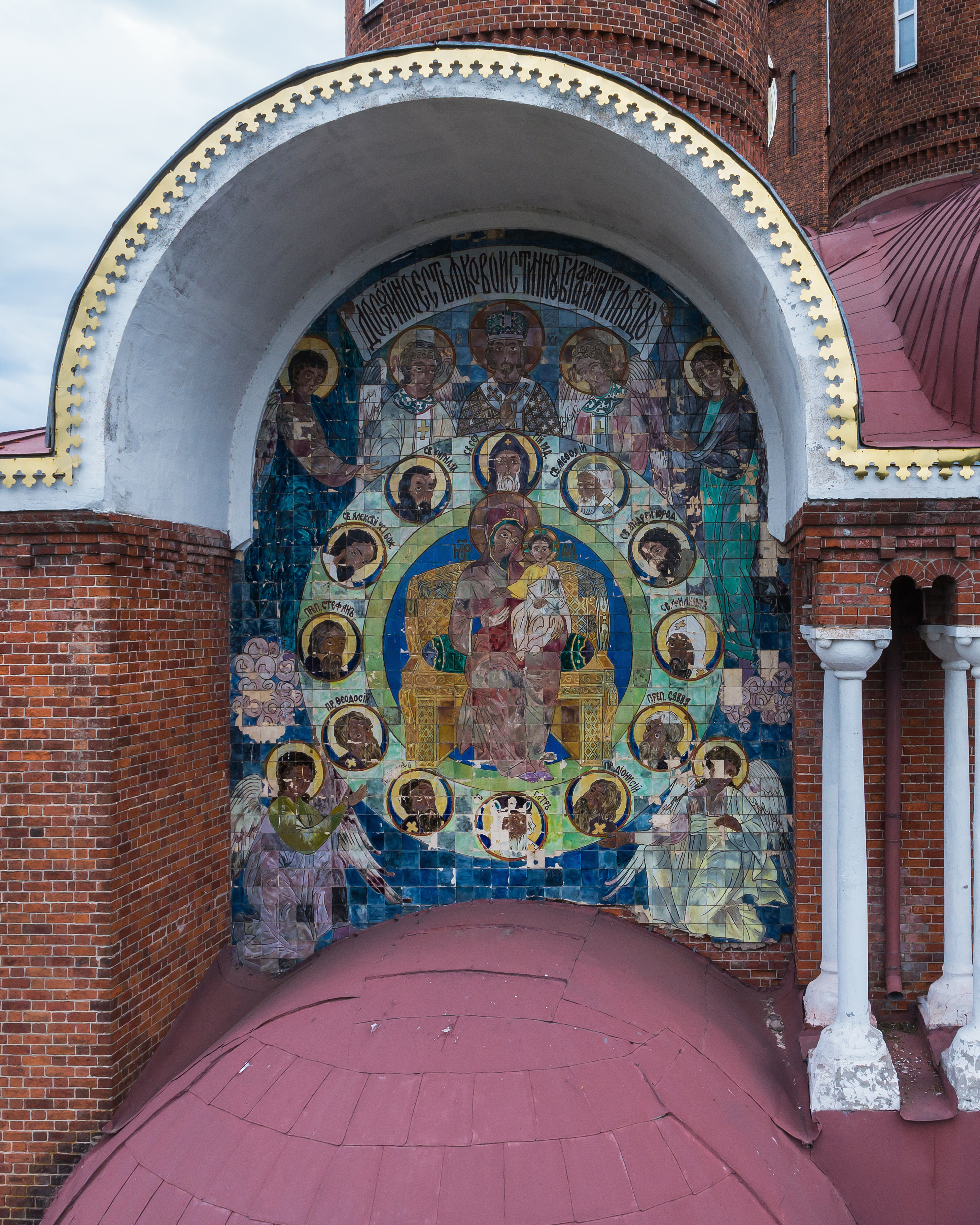
Панно «Достойно есть»
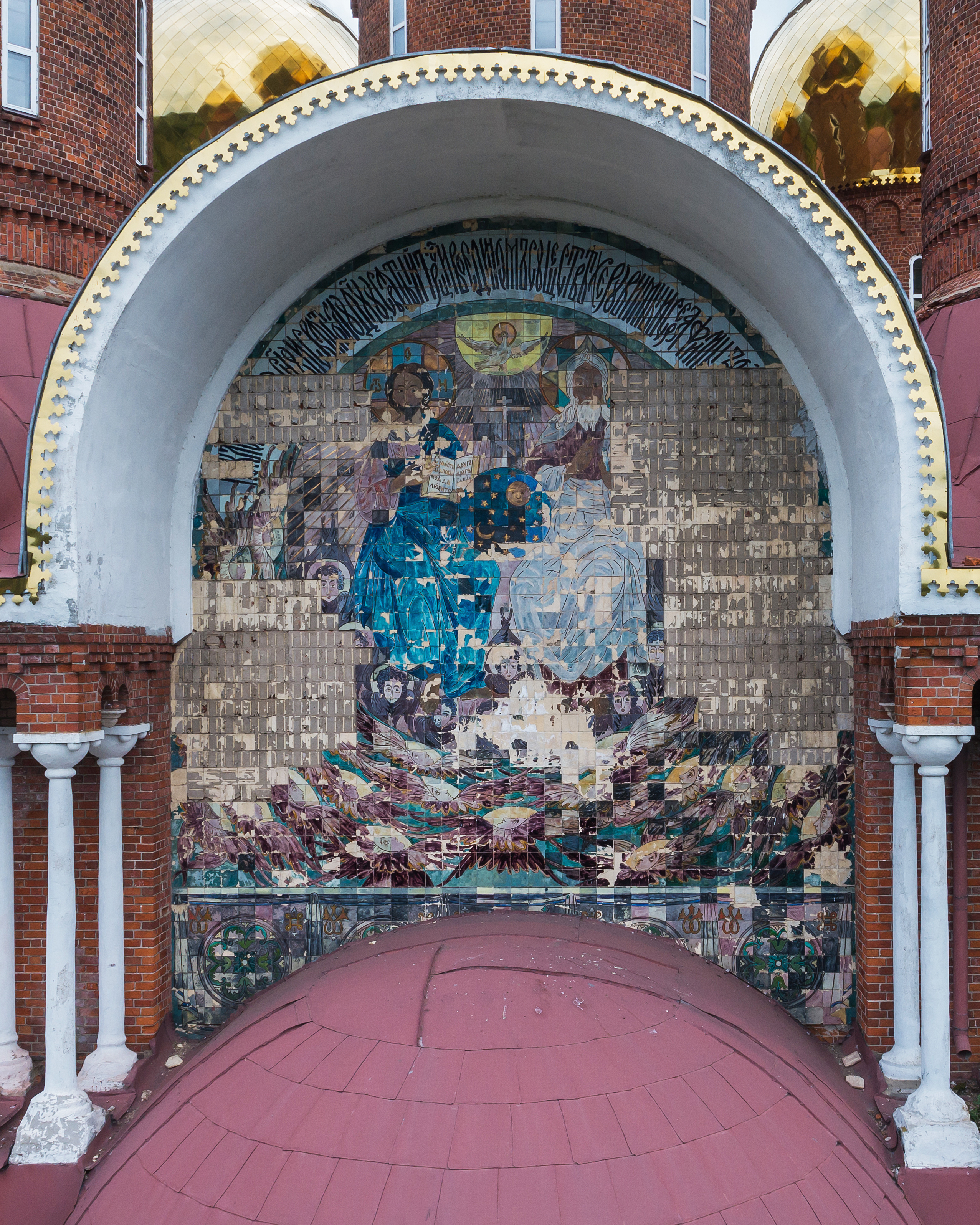
Панно «Новозаветная Троица»
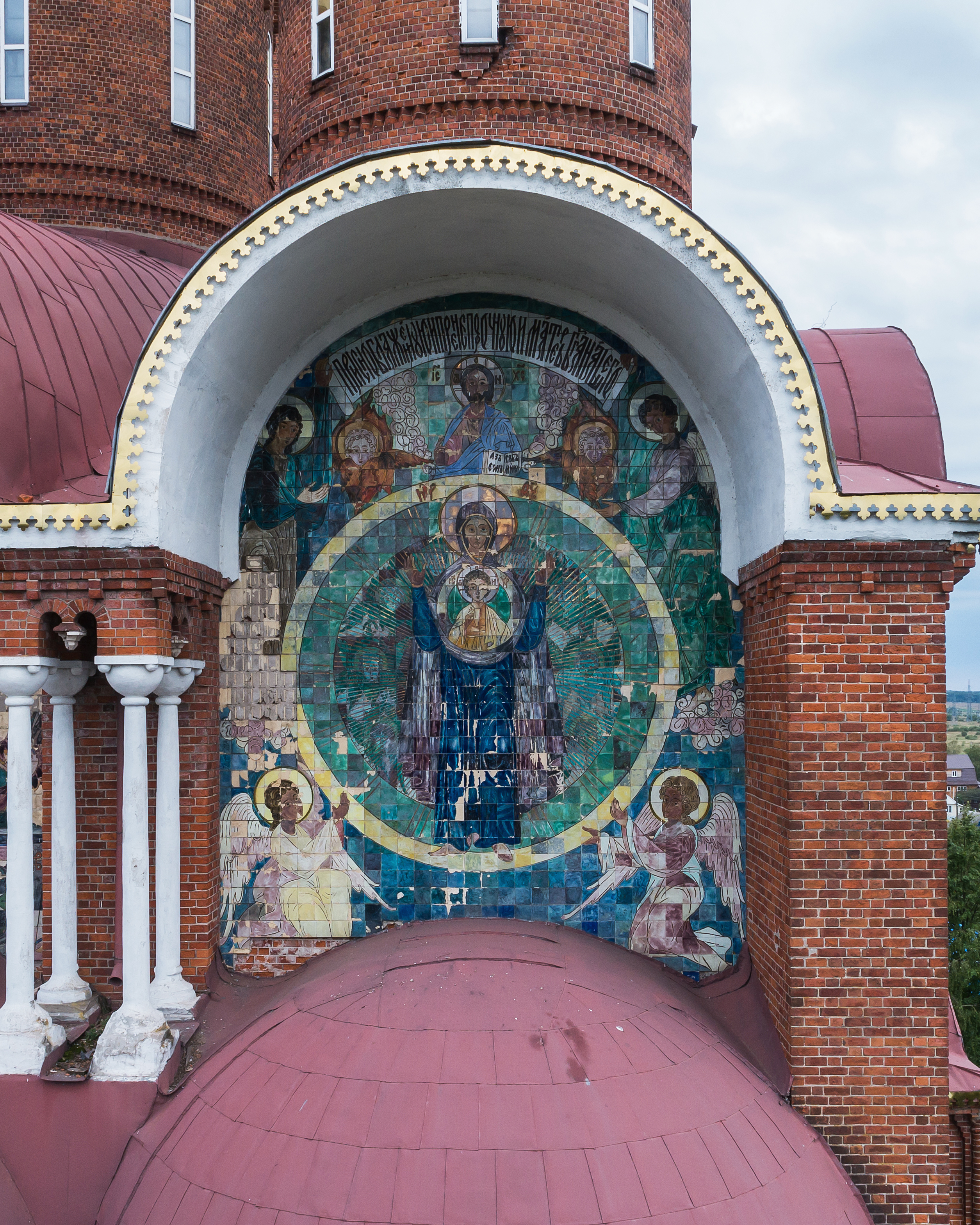
Панно «Богоматерь Оранта»

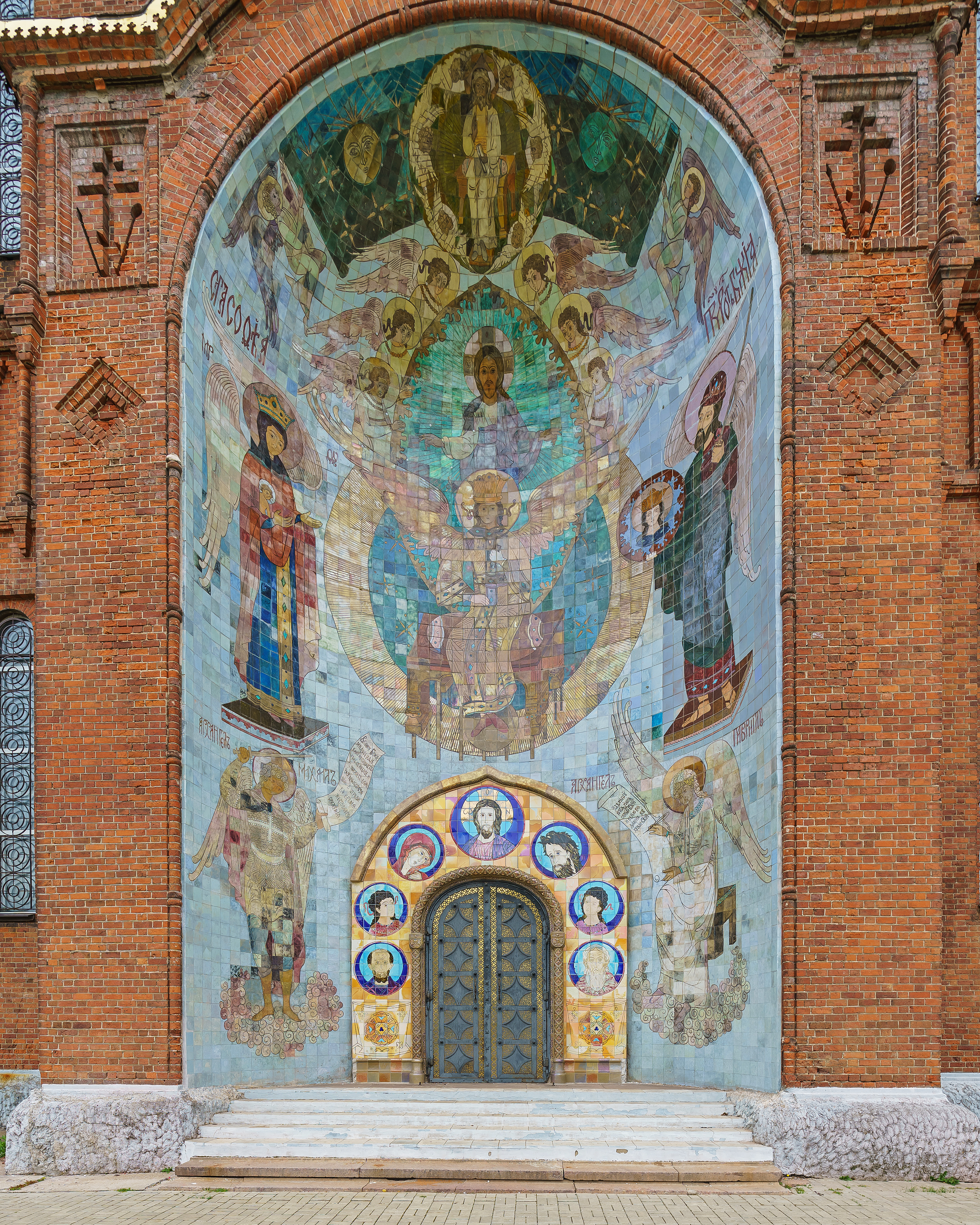
Панно над южным порталом

Западную стену нижнего яруса колокольни занимало панно, изображавшее «Деисус» и двенадцать апостолов в круглых медальонах. В 2004 году это панно, которое выглядело наиболее сохранившимся, утрачено (по утверждению местного духовенства, оно обрушилось). На его месте появилась современная роспись, никак не связанная ни с духом храма (во многом старообрядческим), ни с утраченным сюжетом.
На западном портале с килевидным завершением представлены «Спас Нерукотворный» и склоняющиеся к нему святые.
Самые большие композиции украшают плоскости монументальных экседр на южном и северном фасадах. В них помещены сцены, обычно располагавшиеся в XVII веке в конхах или на своде храмов. На южном панно вверху — Саваоф в мандорле, ниже было крупное изображение Христа, по сторонам входного портала на облаках — архангелы Михаил и Гавриил, а на портале, в круглых медальонах, — «Деисус». Северную экседру занимает композиция «Да молчит всякая плоть», в памятниках Древней Руси, как правило, располагавшаяся в конхе и восточной стене центрального алтаря. На портале в медальонах — Христос Эммануил, ангелы и Отцы Церкви.
В закомарах над апсидами помещены ещё три панно: «Достойно есть», «Новозаветная Троица» и «Богоматерь Оранта»; композиционная схема каждого из них подчинена мотиву круга.

### Интерьер
Основное помещение храма не имеет опорных столбов, кровля опирается на бетонные своды. Это нововведение позволило существенно расширить внутреннее пространство храма как зрительно, так и фактически. Церковь может вместить 3 тысячи человек.
Интерьер храма — помещение зального типа с двумя мощными арками между боковыми стенами, на которые в каждом пролёте опираются две дополнительные арки, расположенные по осям межапсидных стен. В результате перекрытие членится на девять ячеек: над квадратными ячейками в центре и по углам поставлены световые барабаны на парусах с куполами, а прямоугольные рукава креста перекрыты вспарушенными сводами. Открытые в храм апсиды имеют коробовые своды с конхами; такие же своды у западной паперти. Нижний ярус колокольни перекрыт сомкнутым сводом; переход к последующим ярусам осуществляется при помощи тромпов. Сохранился пол из чугунных плит и решётки с концентрическими кругами в ряде окон.
Богатейшее внутреннее убранство было выполнено в едином стиле по эскизам Кузнецова. Живопись, сплошь покрывавшая внутри стены и своды, была выполнена в древнерусской манере художниками палехской мастерской Н. М. Сафонова и состояла более чем из четырёхсот сюжетов. Стенопись 1911 года масляными красками внутри собора сильно пострадала во время пожара 1970-х годов. В настоящее время она заменена современной росписью. Частично сохранилась лишь роспись притвора, где на коробовом своде и западной стене написана сцена «Страшного суда» в характерной для конца XVII века манере — с многочисленными персонажами, измельчённой проработкой ликов и одежд. Все изображения даны на золотом фоне.
Шестиярусный 14-метровый в высоту иконостас в духе эклектики не сохранился. Он был богато украшен позолоченной резьбой в русском стиле.

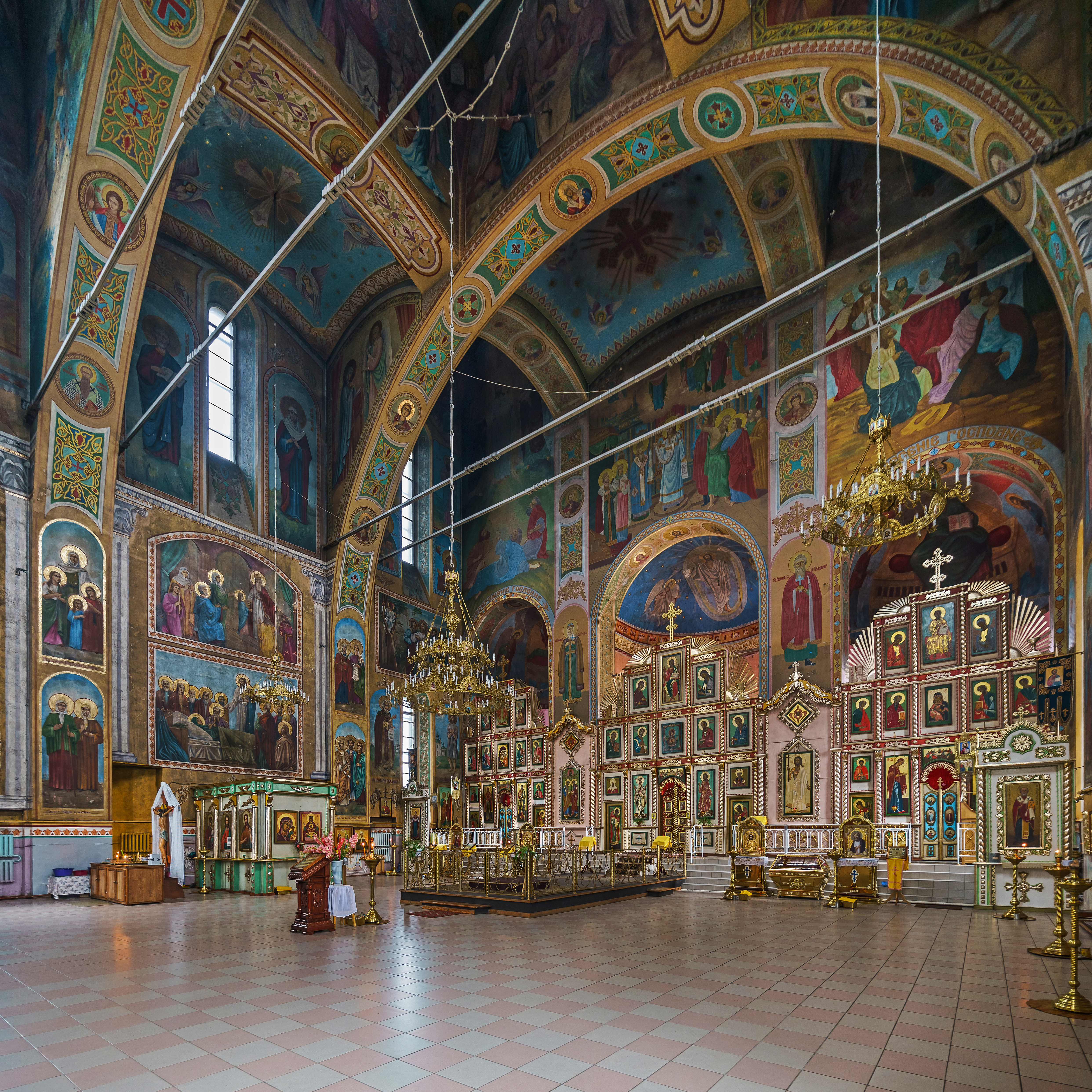
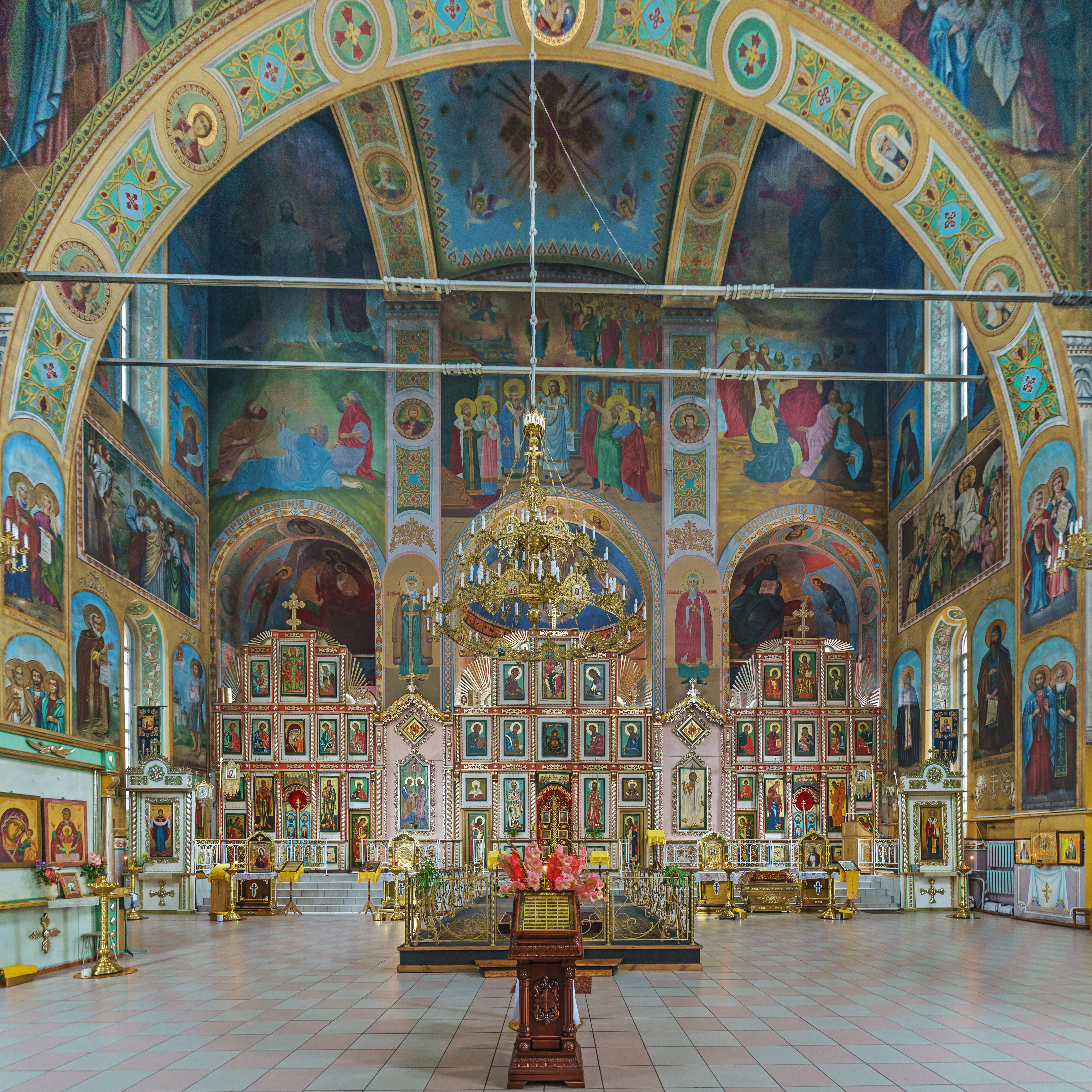
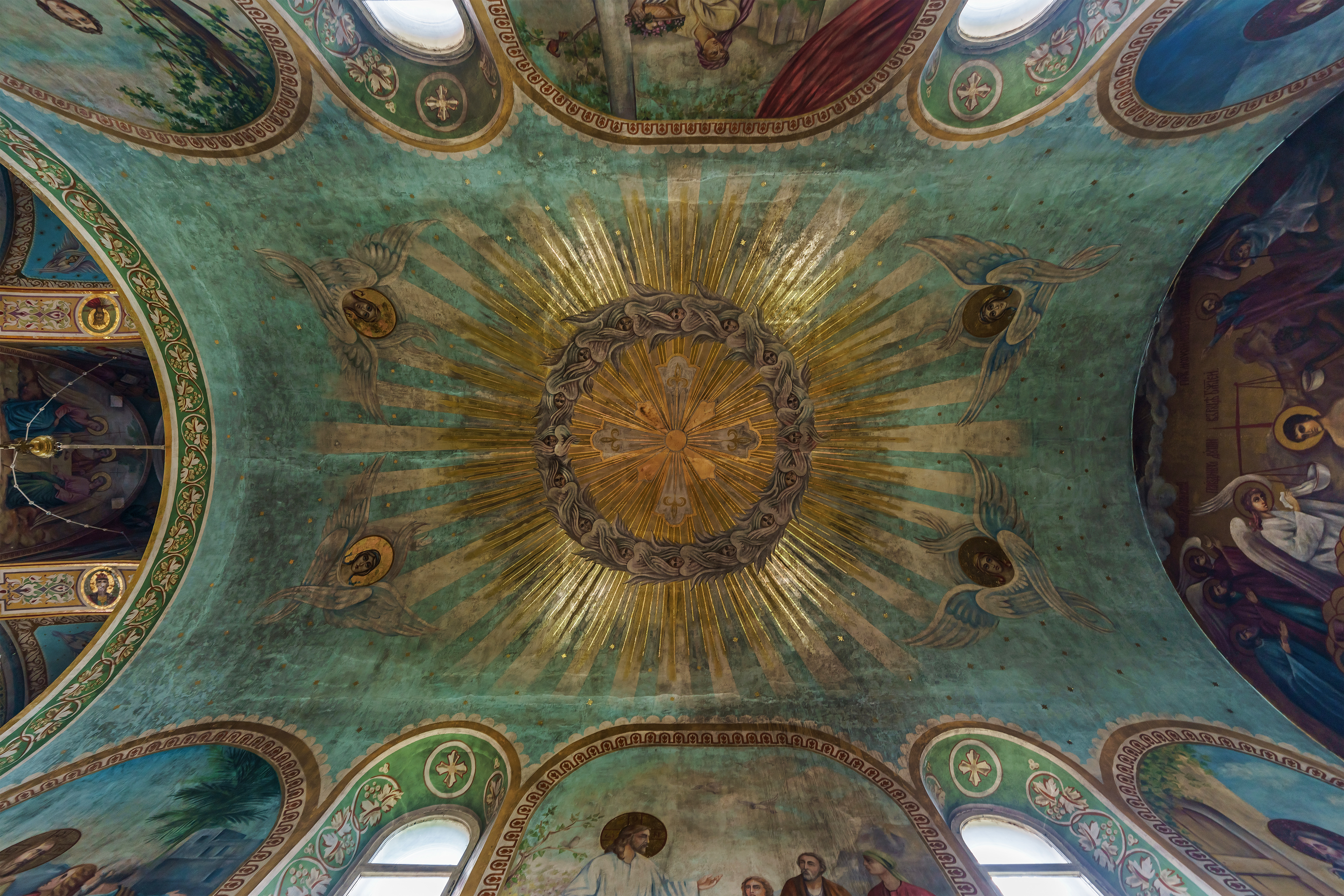
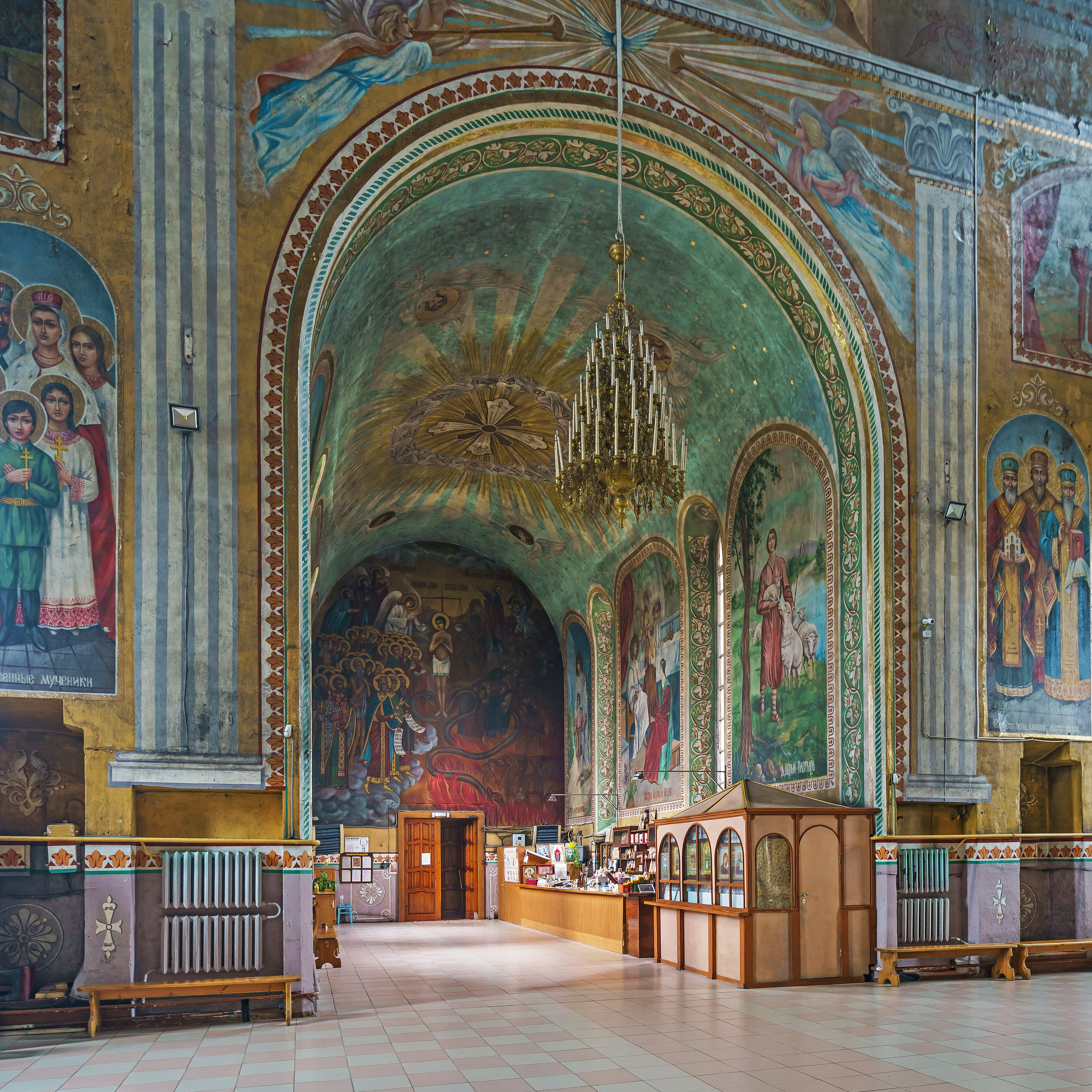

## Дом причта

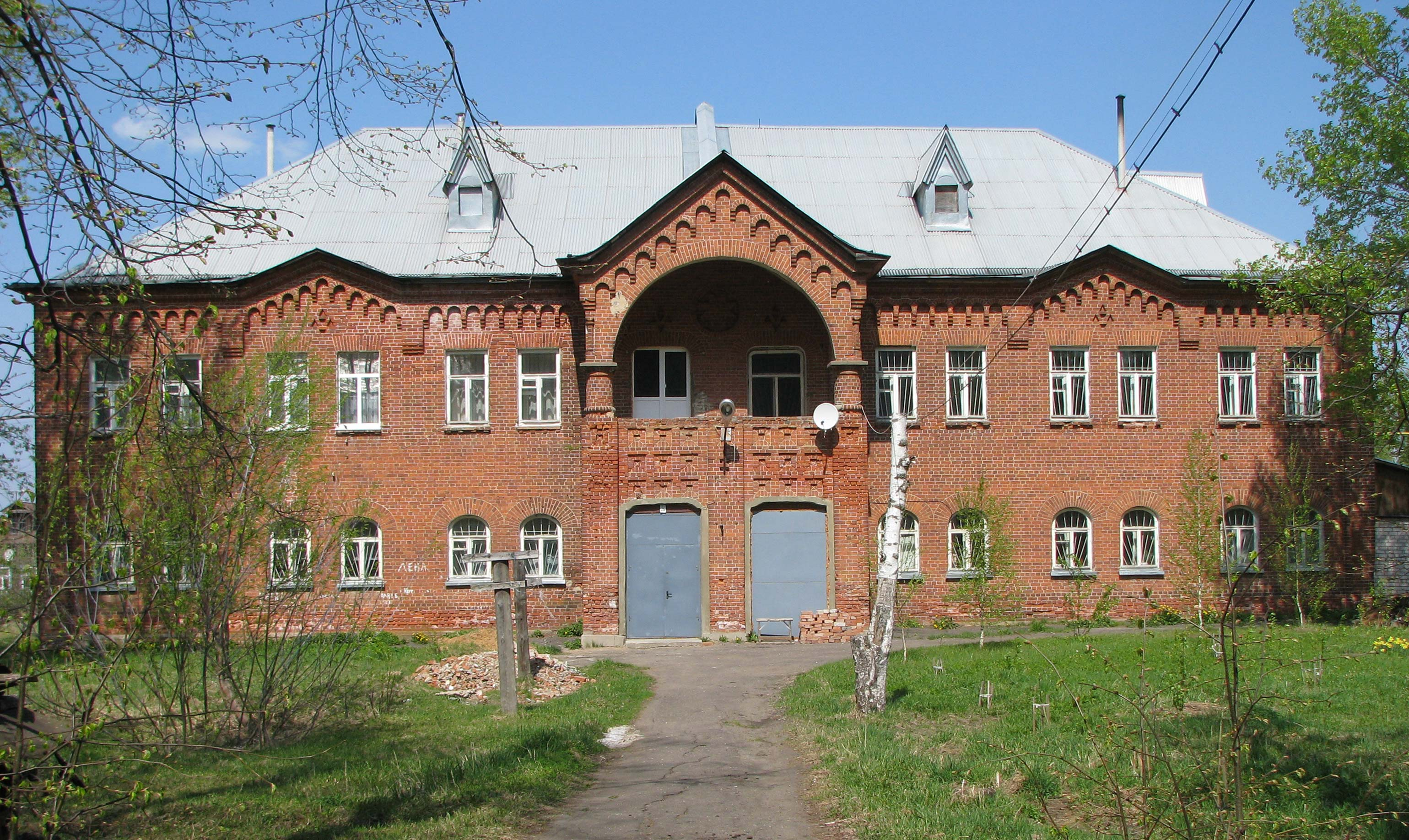
Дом причта

Интересный пример крупного жилого здания в русском стиле. Кирпичные стены выполнены в лицевой кладке. Двухэтажный, прямоугольный в плане объём усложнён ризалитом парадного входа в центре южного, обращённого к храму фасада, и одноэтажной пристройкой «чёрных» сеней на восточном торце. Силуэт вальмовой кровли обогащают маленькие чердачные окошки с островерхим щипцовым покрытием. Углы объёма подчёркнуты широкими гладкими лопатками. Под венчающим карнизом — поясок из ступенчатых кирпичных арочек. Окна без наличников (арочные в первом и прямоугольные на втором этаже) сгруппированы по два. Живописность фасадам придают пологие щипцовые подвышения венчающего карниза на южном и торцовых фасадах и богато украшенный ризалит парадного входа. Стены первого этажа в ризалите декорированы ширинками, открытая терраса второго — с крупными арками, опирающимися на короткие цилиндрические столбики, — завершена щипцом.